# Miguel Verdiguier
Miguel Verdiguier o Michel de Verdiguier (Marsella, 1706 - Còrdova, 1796) fou un escultor francès, establert a Espanya.
Va ser director estatutari de l'Acadèmia de Marsella i acadèmic de mèrit d'escultura de la Reial Acadèmia de Belles Arts de San Fernando de Madrid.
El Capítol Catedralici de Còrdova li va encarregar l'any 1765, la construcció del monument a l'Arcàngel Sant Rafael situat al costat de la Porta del Pont. A ell es deuen també els púlpits xoriguerescs del creuer de la catedral cordovesa i al Museu de Belles Arts de Còrdova es conserva part de la seva obra.
A la façanes de la capella del Sagrario de la Catedral de Jaén va realitzar totes les escultures exteriors que la ressegueixen, també per a la Catedral de Granada el 1780 juntament amb el seu fill, va treballar els relleus de la seva façana i a la capella de Sant Cecili. Per a la ciutat de Lucena va fer el Crist del Sant Soterrament.